# Yamana Sōzen
Yamana Sōzen (山名 宗全, 6 juillet 1404-15 avril 1473), son nom de naissance est Yamana Mochitoyo (山名 持豊) avant de devenir moine.
En raison de son teint rouge, il est parfois connu sous le nom d'« Aka-nyūdō », « le moine rouge ». Il est un des daimyos qui combattent Hosokawa Katsumoto lors de la guerre d'Ōnin à Kyoto,.

## Biographie
Yamana Sōzen est le fils de Yamana Tokihiro (1367-1435), chef du clan Yamana. Tokihiro est le shugo (gouverneur) des provinces de Tajima, de Bingo, d'Aki et d'Iga. Tokihiro, qui est souvent en mauvaise santé, se retire en 1433 et transmet ses nombreuses terres à Sōzen. Celui-ci vainc ensuite Akamatsu Mitsuhide (1373-1441) à l'occasion de l'« incident de Kakitsu » et devient gouverneur de la province de Harima la même année.
Le clan Yamana connaît beaucoup de défaites au fil des ans alors que le clan Hosokawa est l'une des trois familles qui contrôlent la position de kanrei, adjoint auprès du shogun. Aussi Yamana Sozen éprouve-t-il du ressentiment de la richesse et du pouvoir dont jouit son beau-frère, Hosokawa Katsumoto. Ne voulant pas l'engager dans une guerre ouverte jusqu'à ce qu'il soit sûr de sa force, Yamana choisit d'intervenir dans un certain nombre de querelles de succession et autres affaires politiques, contrecarre les plans et les désirs de Hosokawa, et gagne lentement des alliés pour lui-même.
En 1464, un conflit de succession apparaît relativement au shogunat lui-même. Le shogun, Ashikaga Yoshimasa, envisage de prendre sa retraite. Hosokawa soutient Ashikaga Yoshimi, le frère du shogun, comme successeur, aussi Yamana choisit-il de soutenir Ashikaga Yoshihisa, le jeune fils du shogun. En 1466, comme les deux côtés ont passé plusieurs années à rassembler des forces, tant Yamana que Hosokawa se sentent prêts à engager l'autre et les escarmouches éclatent.
En 1467, première année de la guerre d'Ōnin selon le calcul japonais, les deux hommes commencent à se préparer plus sérieusement pour le conflit à venir. Ils cherchent des cachettes et prévoient des combats dans les rues. Yamana emmène Yoshimi à la résidence du shogun où Hosokawa, qui a soutenu la demande de Yoshimi pour le shogunat, ne peut rien obtenir de lui. Il est devenu essentiellement otage.
Voyant qu'une guerre ouverte dans la capitale se propagerait aux provinces, le shogun déclare que le premier à attaquer dans la ville serait désigné rebelle contre le shogunat et ennemi de l'État. Aussi, pendant plusieurs mois, le conflit s'apaise-t-il, aucun côté ne désirant faire un geste. En mars 1467 enfin, la maison d'un officier Hosokawa est détruite par un incendie. Après plusieurs affrontements mineurs et des manœuvres politiques, Hosokawa attaque d'emblée la demeure de l'un des généraux de Yamana en mai.
Néanmoins, c'est Yamana, et non Hosokawa, qui est désigné comme rebelle et ennemi de l'État. Certains des partisans de Yamana le désertent et rejoignent le côté moralement supérieur de Hosokawa, mais beaucoup plus changent de camp à la suite des manœuvres des émissaires de Hosokawa dans les provinces où Yamana et ses alliés ont attiré leurs armées.
Au Nouvel An 1468, près d'un an après le début de la guerre, les combats s'estompent. Pendant la plus grande partie de cette année, les deux forces se lancent dans des rencontres spectaculaires et des sorties limitées, tous deux désireux de reconstruire et d'agir seulement sur la défensive. Les deux partis passent les années suivantes dans un conflit politique et non militaire et, en 1469, le shogun nomme son fils Yoshihisa comme héritier. Mais Hosokawa est fatigué des batailles et veut la paix. Celle-ci est enfin conclue et quelques années plus tard, en 1473, Hosokawa et Yamana meurent.

## Source de la traduction
- (en) Cet article est partiellement ou en totalité issu de l’article de Wikipédia en anglais intitulé « Yamana Sōzen » (voir la liste des auteurs).